# Kantumvya
Kantumvya är ett vattendrag i Burundi.   Det ligger i provinsen Bujumbura Rural, i den västra delen av landet, 40 kilometer söder om huvudstaden Bujumbura.
Omgivningarna runt Kantumvya är en mosaik av jordbruksmark och naturlig växtlighet. Runt Kantumvya är det ganska tätbefolkat, med 207 invånare per kvadratkilometer.